# Vanitas (film)
Vanitas is een Belgische film uit 2016, geschreven en geregisseerd door Oscar Spierenburg. De film ging in première op 16 februari 2016. Hoofdrollen in deze thriller worden vertolkt door Manon Verbeeck, Laura Verlinden, Dirk Roofthooft en Benjamin Ramon.

## Verhaal
Sarah, een jonge kunstrestauratrice, ontdekt tijdens haar stage in Parijs dat er kostbare museumstukken worden vervalst. Ze brengt haar vriendin Valerie op de hoogte van haar ontdekkingen. Samen gaan ze op zoek naar de waarheid achter een van de best bewaarde geheimen uit de kunstwereld: het mysterieuze project dat de naam ‘Vanitas’ draagt.

## Rolverdeling
| Acteur                | Personage       |
| --------------------- | --------------- |
| Manon Verbeeck        | Sarah Grégoire  |
| Laura Verlinden       | Valerie Locht   |
| Dirk Roofthooft       | Bruno Grégoire  |
| Benjamin Ramon        | Cyril Mernard   |
| Erico Salamone        | Alex Abadie     |
| Céline Verbeeck       | Sophie Grégoire |
| Michelangelo Marchese | Nino            |
| Renato Brabants       | Salvatore       |

## Filmmuziek
De muziek van deze film werd gecomponeerd door Tobias Spierenburg, de broer van de regisseur.